# Edmund Kretschmer

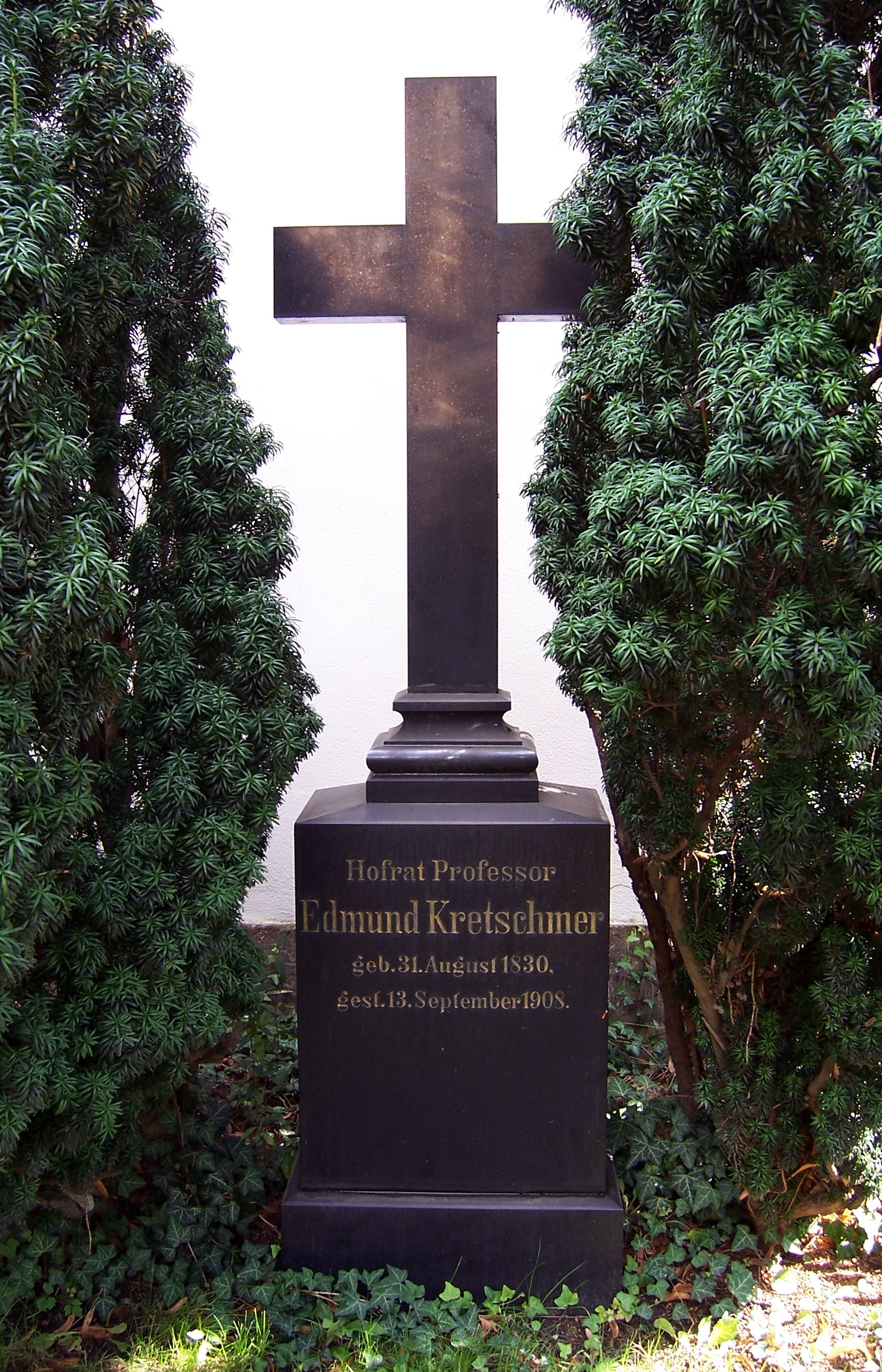
Het graf van Edmund Kretschmer
op de oude rooms-katholieke begraafplaats in Dresden

Carl Franz Edmund Kretschmer (Ostritz, 31 augustus 1830 – Dresden, 13 september 1908) was een Duitse componist, dirigent en organist.

## Levensloop
Kretschmer kreeg zijn eerste muziekles van zijn vader. Hij studeerde pedagogiek aan het lerarenseminaar in Dresden. Tegelijkertijd studeerde hij in Dresden bij Ernst Julius Otto (compositie) en bij Johann Gottlob Schneider (orgel). Hij heeft zich ook als autodidact verder zelf opgeleid. Aanvankelijk werkte hij als leraar aan een rooms-katholieke school in Dresden, voordat hij in 1854 tweede organist aan de rooms-katholieke hofkerk werd. In 1863 werd hij hoforganist en instructeur van het instituut van de kapelknappen en in 1880 ook koorleider aan de hofkerk. Verder was hij dirigent van verschillende zangverenigingen.
Het eerste grote succes als componist en dirigent vierde hij tijdens het eerste Duitse zangersbondfeest in 1865 in Dresden met het werk Die Geisterschlacht voor mannenkoor en orkest. Hij schreef werken voor vele genres zoals voor orkest, harmonieorkest, voor het muziektheater (4 opera's) en vier missen.
Hij werd ereburger van zijn geboortestad Ostritz, waar een straat naar hem is vernoemd.

## Composities

### Werken voor orkest
- 1874 Eriksgang und Krönungsmarsch uit de opera "Die Folkunger", voor orkest
- ca.1875 Dem Kaiser Fest-Marsch, voor orkest, op. 39
- 1877 Balletmuziek uit de opera "Heinrich der Löwe", voor groot orkest
- 1878 Voorspel (ouverture) tot de opera "Heinrich der Löwe", voor groot orkest
- 1880 Ouverture tot de opera "Der Flüchtling", voor orkest
- 1880 Melodie, concertstuk voor orkest, op. 28
- 1881 Huldigungs-Marsch, voor orkest, op. 31
- 1882 Dramatisches Tongedicht in g mineur, symfonisch gedicht voor groot orkest, op. 32
- 1894 Fabrice-Marsch, plechtige mars voor groot orkest, op. 44
- 1896 Hochzeitsmusik, suite in 3 delen, op. 54
  1. Festzug
  2. Brautgruß
  3. Reigen
- Abendruhe, voor strijkorkest
- Ländlicher Tanz, Liebe und trübe Gedanken, op. 62
- Musikalische Dorfgeschichten, zes karakterstukken voor kamerorkest, op. 26
  1. Morgengruss
  2. Rosmarin am Wege
  3. Auf der Wiese
  4. Am Weiher
  5. Buntes Treiben
  6. Abendruhe

### Werken voor harmonieorkest
- 1876 Krönungsmarsch uit de opera "Die Folkunger", voor harmonieorkest - proefschrift uit 1876 van Daniel M.H. Bolten
- 1880 Festgesang, voor mannenkoor en harmonieorkest, op. 27 - tekst: Julius Pabst
- Vorspel tot de opera "Die Folkunger" - bewerkt door Otto Zurmühle

### Missen en andere kerkmuziek
- 1870 Missa a capella, op. 15
- 1875 Ave Maria, voor zangstem en piano (of harmonium, of orgel), op. 20
- 1877 Messe vocale nr. 3, voor sopraan, alt, tenor, bas en orgel
- 1877 Twee motetten, voor achtstemmig gemengd koor, op. 17
  1. Laudate Dominum
  2. Oster-Motette
- 1886 Vier Motetten, voor gemengd koor, op. 35
  1. Benedictus es Domine: "Sei, o Herr, gebenedeit"
  2. Lacrymosa: "Thränenreich der Tag wird werden"
  3. Jubilate Deo: "Preiset seinen Namen"
  4. Ave maris stella: "Sei gegrüsst, des Meeres Strom"
- 1896 Requiem a 8 voci in c mineur, voor 2 sopranen, 2 alt, 2 tenoren en 2 bassen, op. 50
- Missa, voor sopraan, alt, tenor en bas, op. 22
- Missa, op. 23
- Quatuor antiphonae Beatae Maria Virginis ad 4 et 5 voces, op. 33

### Muziektheater

#### Opera's
| Voltooid in | titel             | aktes       | première                         | libretto                  |
| ----------- | ----------------- | ----------- | -------------------------------- | ------------------------- |
| 1873-1874   | Die Folkunger     | 5 bedrijven | 21 maart 1874, Dresden, hofopera | Salomon Hermann Mosenthal |
| 1877        | Heinrich der Löwe | 4 bedrijven | 8 december 1877, Leipzig         | van de componist          |
| 1870-1880   | Der Flüchtling    | 3 bedrijven | 1881, Ulm                        | Anna Löhn en de componist |
| 1886-1887   | Schön Rotraut     | 4 bedrijven | 5 november 1887, Dresden         | Johanna Baltz             |

### Vocale muziek

#### Cantates
- Sieg im Gesang - Dichtung in sechs Scenen, cantate - tekst: van de componist

#### Werken voor koor
- 1865 Die Geisterschlacht, voor mannenkoor en orkest, op. 4 - tekst: Hermann Waldow - verplicht werk tijdens het eerste Duitse zangersbondfeest in 1865 in Dresden
- 1871 4 Hymnen, voor gemengd koor, op. 18
- 1880 Festgesang, voor mannenkoor en harmonieorkest, op. 27 - tekst: Julius Pabst
- 1886 Treue Wacht, voor mannenkoor - tekst: Franz Alfred Muth (1839-1890)
- 1888 Vier Männerchöre, voor mannenkoor, op. 38
  1. Die drei Kameraden - tekst: R. Baumbach
  2. Liebestodt - tekst: van de componist
  3. Keine Sorg' um den Weg - tekst: K. Groth
  4. Trinklied - tekst: R. Baumbach
- 1895 Neues Leben, hymne voor Pinksteren voor mannenkoor - tekst: Franz Noelle
- 1895 Fünf Chöre, voor mannenkoor, op. 45
  1. Rot‑Grün‑Gold
  2. Am Rhein
  3. Die graue Schänke
  4. In der Lenznacht
  5. Die Sterne
- Die Pilgerfahrt nach dem gelobten Lande, voor solisten, mannenkoor en orkest, op. 12 - tekst: Hermann Waldow

#### Liederen
- 1856 Drei Lieder, voor zangstem en piano, op. 1
  1. Was kümmerts mich
  2. Dein Auge
  3. Der Diebstahl - tekst: Robert Reinick
- 1857 Drei Lieder, voor zangstem en piano, op. 2
  1. Winterabend - tekst: Heinrich Heine
  2. Ich möcht' auf's Herz die Hand dir legen
  3. Du siehst mich an und kennst mich nicht - tekst: August Heinrich Hoffmann von Fallersleben
- 1862 Frühlingslied, voor zangstem en piano, op. 3 - tekst: van de componist
- 1865 Orpheus in der Kinderstube - 50 Scherz- und Gelegenheitslieder, voor zangstem(men) en piano
- 1870 Nachts am See, lied voor een lage zangstem en piano, op. 14
- 1870 Lebens-Frühling - 8 Kinderlieder, voor zangstem(men) en piano - tekst: Pauline Schanz
- 1875 Vier Lieder, voor zangstem en piano, op. 19
  1. Ich fahr allein im leichten Kahne
  2. Am Bache
  3. Lied der Nacht - tekst: August Heinrich Hoffmann von Fallersleben
  4. Jedes Blümlein, dass ich finde
- 1876 Liebe im Kleinen, voor zangstem en piano, op. 24 - tekst: Friedrich Rückert
- 1877 Drei Gesänge, voor zangstem en piano, op. 25
  1. Nachtgesang - tekst: Emanuel Geibel
  2. Draussen im Wald, in grüner Welt
  3. Ruhe
- 1880 Du bist wie eine stille Sternennacht, voor zangstem en piano, op. 8 - tekst: Franz Kugler
- 1885 Fünf Lieder, voor zangstem en piano, op. 34
  1. Veilchenlied - tekst: Johanna Baltz
  2. Die schönen Augen der Frühlingsnacht - tekst: Heinrich Heine
  3. Lied aus Sevilla - tekst: Günther Walling
  4. Mainacht - tekst: Julius Karl Reinhold Sturm
  5. Schlummerlied
- 1890 Der Himmel hat eine Thräne geweint, voor zangstem en piano, op. 10 - tekst: Friedrich Rückert
- 1890 Gebt mir vom Becher nur den Schaum, voor zangstem en piano, op. 11 - tekst: Emanuel Geibel
- Zwei Lieder, voor zangstem en piano, op. 7
  1. Wenn ich dir in die Augen seh - tekst: Heinrich Heine

### Kamermuziek
- 1888 Sextet, voor dwarsfluit, 2 violen, altviool, cello en contrabas, op. 40
  1. Allegro moderato
  2. Larghetto
  3. Vivace e cherzando
  4. Allegro assai

### Werken voor orgel
- 1892 Zwölf fugirte Präludien, op. 43

### Werken voor piano
- 1870 Novelletten, vier stukken, op. 9
- 1875 Der Eriksgang und Krönungsmarsch uit de opera "Die Folkunger", voor piano vierhandig
- 1875 Der Brauttanz von Falun und Bannerweihe uit de opera "Die Folkunger"
- 1903 Jugendzeit, goldne Zeit!, zes lichte pianostukken, op. 64
- Andante grazioso, op. 65